# Asterisk

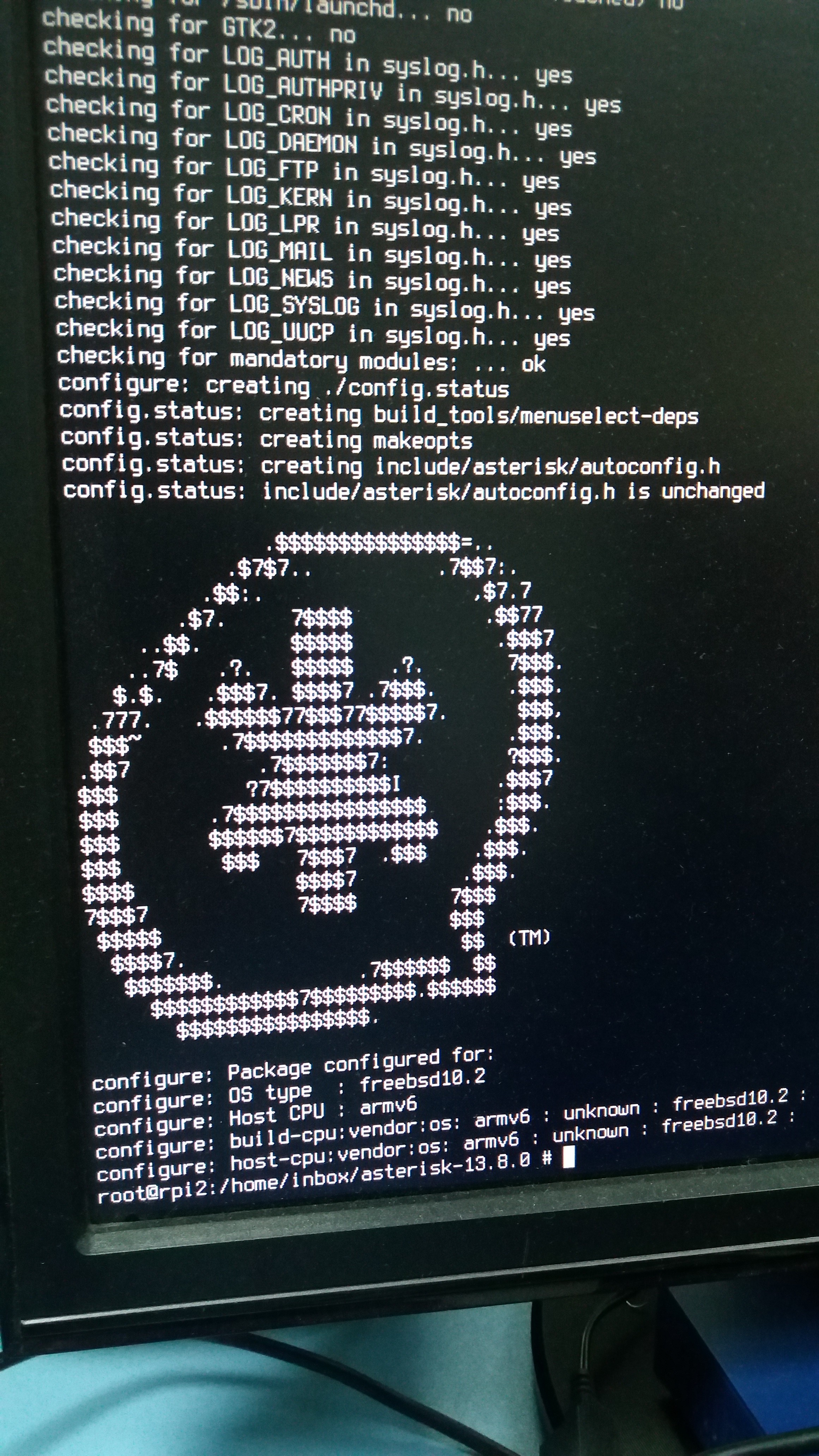
Компіляція Астериск на Raspberry Pi під FreeBSD

Asterisk (PBX) (Private Branch Exchange) — відкрита комунікаційна платформа, котра використовується для розгортання програмних АТС, систем голосового зв'язку, VoIP-шлюзів, організації IVR-систем (голосове меню), голосової пошти, телефонних конференцій і call-центрів. 
Asterisk може взаємодіяти за стандартами Голос-по-IP [VoIP] (SIP, H.323, IAX та інші), а також з громадськими комутованими телефонними мережами (Public Switched Telephone Network — PSTN) за допомогою підтримуваного апаратного забезпечення.
Відкритий вихідний код від компанії Digium, початково створений Марком Спенсером. Програмний комплекс працює у середовищі Linux, FreeBSD, OpenBSD і Solaris тощо. Назва проекту походить від назви символу «*» (англ. asterisk — «зірочка»).
Для розширення функцій можна написати план нумерації власною мовою Asterisk, написати модуль на мові Сі, чи скористатись AGI — гнучким універсальним інтерфейсом для інтеграції з зовнішніми системами обробки даних. Модулі, які виконуються через AGI, можуть бути написані будь-якою мовою програмування.
Asterisk розповсюджується на умовах подвійної ліцензії, завдяки якій одночасно з основним кодом, котрий розповсюджують за відкритою ліцензією GNU GPL, можливе створення закритих модулів, які містять ліцензований код, як от: модуль для підтримки кодека G.729.
Щоб уникнути труднощів, пов'язаних з подвійним ліцензуванням, було створено форк проекту, котрий назвали CallWeaver (на даний час розвиток проекту припинено).

## Історія
Марк Спенсер, творець програми, заснував компанію Linux Support Services. Спенсер бажав організувати цілодобову службу голосової підтримки, однак обмежений початковий бюджет компанії ($4000) не дозволяв придбати надто дорогі системи кол-центрів. У зв'язку з кризою доткомів у 2001 у Linux Support Services почались труднощі, і Спенсер почав думати, що розробка програмної АТС відкритим вихідним кодом може виявитись цікавішою за підтримку користувачів Linux взагалі. Джим Діксон з Zapata Telephony запропонував бізнес-модель для Asterisk. Тоді ж і змінили назву компанії з Linux Support Services на Digium.

## Підтримуване устаткування

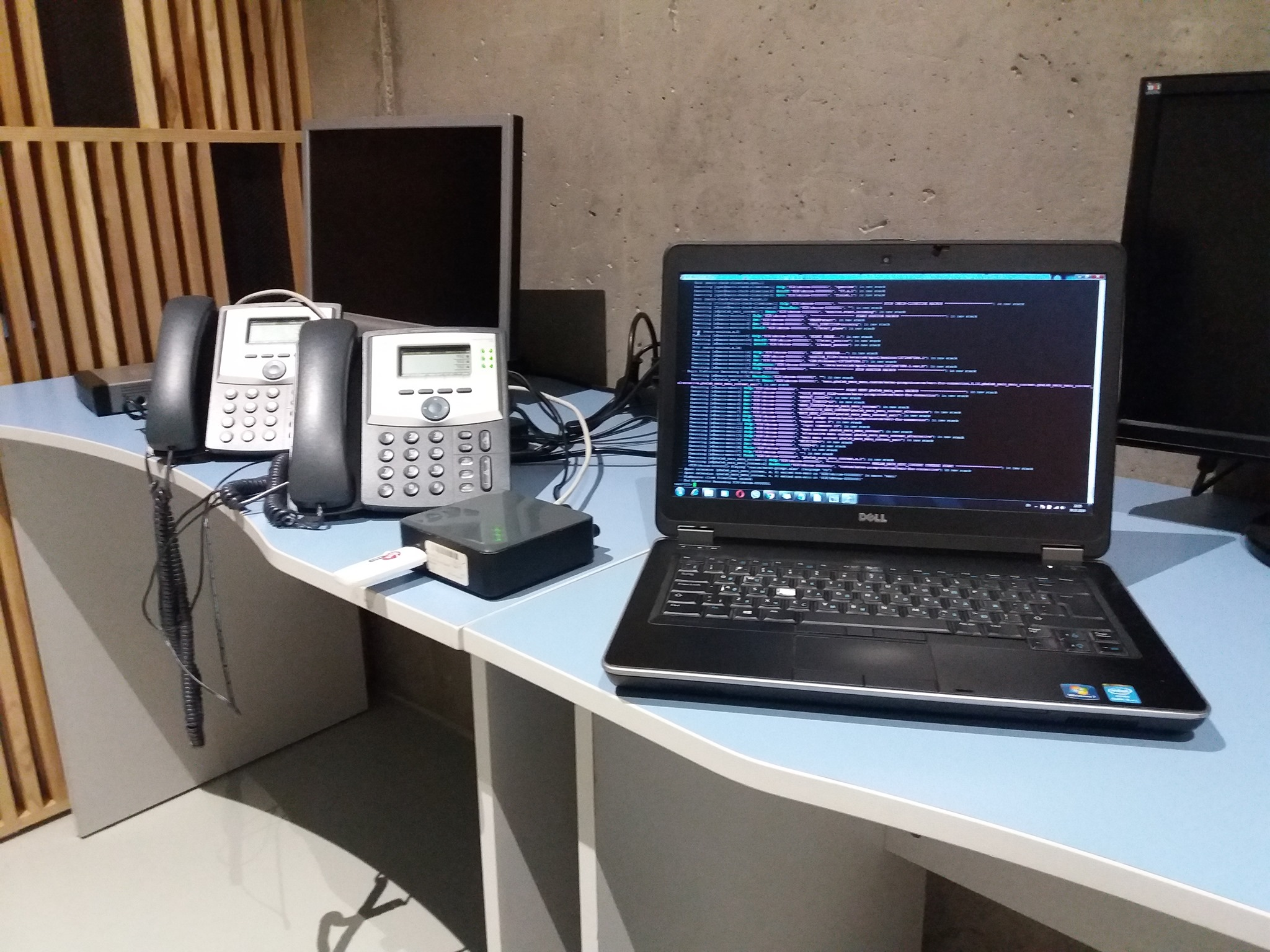
Установка та налаштування Asterisk на неттоп Intel NUC

- Всі ISDN PRI карти Wildcard™ від Digium [Архівовано 20 вересня 2018 у Wayback Machine.]
- ISDN BRI карти, засновані на HFC-S/HFC-4S (Junghanns.NET, beroNet, Digium і т. д.)
- Всі TDM (FXO / FXS) картки від Digium
- Різні клони Digium тих же карток, як у OpenVox тощо
- Телефонний USB-адаптер Xorcom Astribank [Архівовано 10 квітня 2022 у Wayback Machine.]
- Картки Voicetronix OpenPCI, OpenLine і OpenSwitch
- CAPI0-сумісні ISDN карти (через додатковий пакунок Chan-CAPI)
- Дуплексні звукові карти (ALSA або OSS), підтримувані Linux
- Картки Tormenta T1/E1  [Архівовано 3 квітня 2022 у Wayback Machine.]
- QuickNet Internet PhoneJack і LineJack  [Архівовано 12 березня 2020 у Wayback Machine.]